# Mario Kart Wii
Mario Kart Wii (яп. マリオ カート Wii, Маріо Ка: то Wii) — відеогра, розроблена компанією Nintendo Entertainment Analysis and Development і випущена Nintendo ексклюзивно для платформи Wii. Гра є шостою частиною серії Mario Kart і другою грою з цієї серії, що використовує сервіс Nintendo Wi-Fi Connection. У всьому світі гра була випущена у світ протягом квітня 2008 році. Кожна копія гри включає в себе спеціальний кермо (Wii Wheel), розроблений для Wii Remote, що робить управління у грі простішим і інтуїтивним. Як і в попереднику Mario Kart DS, гра поділена на 8 турнірів по 4 траси у кожному. Серед турнірів — 4 складаються з нових трас і 4 ретро-турніру, що складаються з трас п'яти попередніх ігор. Гра поділена на три рівні складності. Серед основних нововведень — можливість участі в заїзді одночасно до 12 гонщиків, а також поява як транспортних засобів мотоциклів. Гонщиками в грі, як і раніше є персонажі серії ігор Маріо. Також в грі надана можливість грати за створених гравцем чоловічків Mii. Підтримка Nintendo Wi-Fi Connection дозволяє грати з суперниками зі всього світу.
Вперше Mario Kart Wii була продемонстрована на виставці E3 в 2007 році, де отримала схвальні відгуки як з боку критиків, так і від шанувальників серії. Головними достоїнствами гри були названі велика кількість трас і персонажів, а також захопливий геймплей.